# Chimarra orumbera
Chimarra orumbera là một loài Trichoptera trong họ Philopotamidae. Chúng phân bố ở miền Australasia.